# Dampierre-lès-Conflans
Dampierre-lès-Conflans là một xã thuộc tỉnh Haute-Saône trong vùng Bourgogne-Franche-Comté phía đông nước Pháp.